# Levanger HK
Le Levanger Håndballklubb (ou Levanger HK) est un club norvégien de handball féminin basé à Levanger, dans le Nord-Trøndelag.

## Palmarès
- Quart-de-finaliste de la Coupe d'Europe des vainqueurs de coupe en 2009

## Joueuses historiques
- Berit Hynne
- Lise Løke
- Åsa Mogensen
- Mari Molid